# Heinkel HD 38
Die Heinkel HD 38 war ein deutsches Jagdflugzeug. HD steht für „Heinkel-Doppeldecker“.

## Geschichte
Die Heinkel HD 38 wurde in den späten 1920er Jahren als Konkurrenzentwurf zur Arado SSD I entwickelt. Sie ist der Nachfolger der HD 37 mit verstärktem Fahrgestell für Katapultversuche.
Heinkel-Einflieger Rolf Starke stellte mit dem Prototyp HD 38a  (Kennzeichen D-1609, Wnr. 320) am 7. Mai 1929 mit 500 kg Nutzlast bei 259,927 km/h über 100 km einen Geschwindigkeitsrekord für Seeflugzeuge auf. Später erhielt die D-1609 einen verkleideten Heißkühler unter dem Motor, der in Travemünde erprobt wurde. Eine HD 38b (Wnr. 369) wurde im Juli/August 1931 von Karl Wiborg in Lipezk erprobt; dabei wurden auch Übungsluftkämpfe gegen eine Ar 64 und eine Fokker D.XIII durchgeführt, bei der sich die HD 38 meist als überlegen erwies.
Die HD 38c wurde ebenfalls in Travemünde erprobt. An den Flugzeugen mit den Kennzeichen D-2213 und D-2386 wurde ein verkleidetes Fahrgestell erprobt. Die D-2061 und D-2078 gingen dabei zu Bruch.

## Konstruktion
Trotz der Ähnlichkeit mit der HD 37 ist die HD 38 eine Neukonstruktion. Die Heinkel HD 38 war ein kompakter einmotoriger Doppeldecker mit versetzten Flügeln gleicher Spannweite, welche durch N-Streben miteinander verbunden waren. Das konventionale Leitwerk war zum Rumpf hin abgestrebt. Der Führersitz war offen. Die HD 38 hatte ein Heckspornfahrwerk. Eine Umrüstung zum Wasserflugzeug war schnell möglich, indem die Räder durch Schwimmer ersetzt wurden.

## Technische Daten

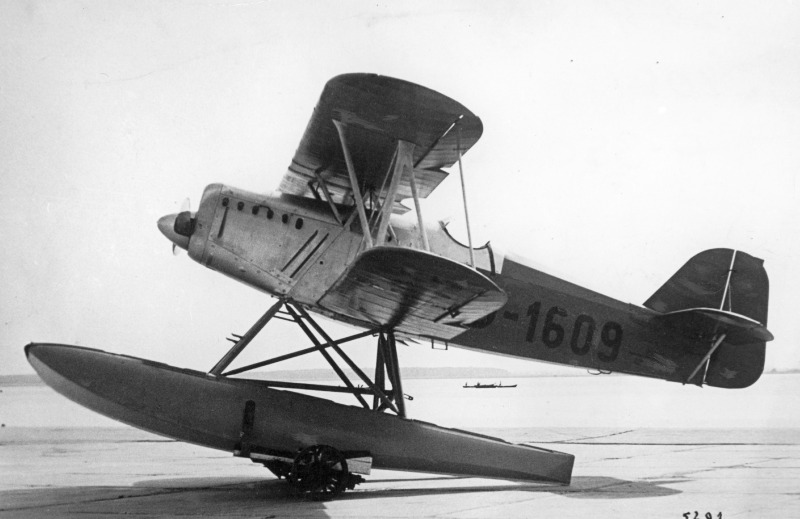
HD 38a mit Schwimmern

| Kenngröße             | Heinkel HD 38a                   | Heinkel HD 38b, c und d      |
| --------------------- | -------------------------------- | ---------------------------- |
| Besatzung             | 1                                | 1                            |
| Länge                 | 8,80 m                           | 8,80 m                       |
| Spannweite            | 10,00 m                          | 10,00 m                      |
| Höhe                  | 3,56 m                           | 3,56 m                       |
| Flügelfläche          | 30,8 m²                          | 30,8 m²                      |
| Leermasse             | 1522 kg                          | 1585 kg                      |
| Startmasse            | 1850 kg                          | 2000 kg                      |
| Höchstgeschwindigkeit | 295 km/h                         | 280 km/h                     |
| Gipfelhöhe            | 6700 m                           | 7500 m                       |
| Steigrate             | 13,9 m/s                         | 11,9 m/s                     |
| Triebwerk             | BMW VI 7, 3Z mit 560 kW (750 PS) | BMW VI 7, 3Z bzw. BMW VI U   |
| Bewaffnung            | zwei starre Maschinengewehre     | zwei starre Maschinengewehre |